# Allegoria della Felicità
L'Allegoria della Felicità è un olio su rame di Agnolo di Cosimo, detto il Bronzino, dipinto probabilmente per lo Studiolo di Francesco I de' Medici.

## Descrizione
Inserito in una cornice seicentesca di legno, scanalata e dorata ad oro zecchino, questo piccolo dipinto su rame è firmato BROZ. FAC. Giorgio Vasari accennò a questo quadretto, assegnandolo al Bronzino e così descrivendolo: Ed a detto signor principe Francesco ha dipinto sono pochi mesi un quadretto di piccole figure, che non ha pari, e si può dire di minio veramente. La data 1567 non è stata da tutti accettata, ma ha trovato qualche dubbio tra i critici dell'arte, dubbi riportati dall'Emiliani.
Questa allegoria è stata interpretata come la Felicità che porta nella mano destra il simbolo della Medicina e nella sinistra una cornucopia dell'Abbondanza che è carica di frutti maturi. Accanto a lei c'è Cupido, simbolo di amore, che le punta la freccia al cuore; ai suoi lati ci sono la Giustizia con la bilancia e la Prudenza che abbraccia amorevolmente tutto il mondo. Dietro la testa della Prudenza occhieggia la faccia maschile e alterata dell'Ira, che ha le mani imprigionate da catene. Ai piedi della Felicità sono inginocchiati il Tempo e la Fortuna che tiene ferma la sua ruota. I nemici della Pace giacciono a terra, rovesciati e sconfitti. In alto, volano la Fama che suona la sua tromba aurea e la Gloria in atto di portare una corona di alloro sulla testa della Felicità.
Il governo di un principe dunque deve tendere alla felicità dei suoi sudditi e sua, perché così trionferà la sua fama, il suo governo durerà nel tempo e saranno schiacciati i nemici della pace.